# Habib ibn Abd-al-Màlik al-Quraixí al-Marwaní
Habib ibn Abd-al-Màlik al-Quraixí al-Marwaní (en àrab Ḥabīb b. ʿAbd al-Malik al-Quraxī al-Marwānī) (segle viii) fou un besnet del califa Walid I.
A la caiguda de la dinastia omeia (749/750) va fugir a l'Àndalus, on va arribar abans que el seu cosí Abd-ar-Rahman ibn Muàwiya (futur Abd-ar-Rahman I de Qúrtuba) i quan va arribar aquest li va donar suport.
El dia abans de la batalla d'al-Musara (l'Albereda) va rebre el comandament de la cavalleria omeia i va contribuir a la victòria decisiva en l'esmentada batalla. Va ser nomenat després governador de Toledo, abans dominada pels fihrites de l'antic valí Yusuf al-Fihri. Va actuar enèrgicament en el govern i no va donar peu a cap revolta, i va utilitzar la ciutat com a base per sufocar les revoltes dels amazics Shakya (768) i altres revoltes menys importants però igualment perilloses. El castell de Sopetran a Guadalajara, principal fortalesa dels amazics, fou conquerit per Habib. El 778 va lluitar contra la rebel·lió del caid as-Sulamí. Va confiscar moltes terres contra dret i una vegada, quan un jutge de Còrdova va donar la raó als desposseïts, l'emir va pagar de la seva butxaca les terres perquè el seu cosí les pogués conservar.
La data de la seva mort és desconeguda. Va originar la nissaga familiar dels habibites, que va produir diversos homes de lletres i de ciències, i origen tanmateix de la branca dels Banu Dahhun. Destaquen els poetes Habib Dahhun i Bixr ibn Habib Dahhun, notables poetes del temps d'Abd-ar-Rahman II, i Saïd ibn Hixam ibn Dahhun, poeta del segle xii.